# Deuil-la-Barre
Deuil-la-Barre ist eine französische Gemeinde mit 22.903 Einwohnern (Stand 1. Januar 2022) etwa 15 km nordwestlich von Paris im Département Val-d’Oise. Die Einwohner werden Deuillois genannt.

## Lage
Die Stadt liegt in günstiger geografischer Lage in 40 bis 110 m Meereshöhe auf einer Fläche von 376 ha mit bewaldeten Hügeln und Obstgärten; sie hat zwei Bahnhöfe, die von der Linie H der Nahverkehrszüge Transilien bedient werden, und wird begrenzt von den Départementsstraßen 311 im Norden und 928 im Süden.

## Geschichte
Seit dem 14. Jahrhundert ist der Ort urkundlich belegt. 1789 wurde er Stadtgemeinde. Jahrhundertelang war er zum großen Teil durch den Weinbau geprägt, bis Ende des 19. Jahrhunderts die Industrialisierung einsetzte.
| Bevölkerungsentwicklung | Bevölkerungsentwicklung | Bevölkerungsentwicklung | Bevölkerungsentwicklung | Bevölkerungsentwicklung | Bevölkerungsentwicklung | Bevölkerungsentwicklung | Bevölkerungsentwicklung | Bevölkerungsentwicklung | Bevölkerungsentwicklung | Bevölkerungsentwicklung | Bevölkerungsentwicklung | Bevölkerungsentwicklung |
| ----------------------- | ----------------------- | ----------------------- | ----------------------- | ----------------------- | ----------------------- | ----------------------- | ----------------------- | ----------------------- | ----------------------- | ----------------------- | ----------------------- | ----------------------- |
| Jahr                    | 1793                    | 1856                    | 1901                    | 1962                    | 1968                    | 1975                    | 1982                    | 1990                    | 1999                    | 2006                    | 2011                    | 2020                    |
| Einwohner               | 998                     | 1.528                   | 3.410                   | 13.681                  | 15.613                  | 15.689                  | 16.387                  | 19.062                  | 20.160                  | 21.230                  | 21.638                  | 22.050                  |

## Sehenswürdigkeiten
- Katholische Pfarrkirche Notre-Dame aus dem 11. Jahrhundert

## Partnerschaften
Partnergemeinde in Deutschland ist seit 1967 der Stadtteil Nieder-Eschbach von Frankfurt am Main. Weitere Partnerschaften bestehen mit Vác in Ungarn (seit 1991), mit Winsford in der englischen Grafschaft Somerset (seit 1992) und mit der portugiesischen Gemeinde Lourinhã (seit 2009).

## Persönlichkeiten
- Eugenius I. von Toledo († um 250), erster Bischof von Toledo, starb in Deuil-la-Barre
- Louise Florence Pétronille Lalive, marquise d’Épinay (1726–1783), besaß ein Palais in Deuil-la-Barre.